# Talisa Soto
Talisa Soto (New York, SAD, 27. ožujka 1967.) je američka glumica i model.

## Počeci
Talisa Soto je rođena kao Miriam Soto u njujorškoj četvrti Brooklyn. Najmlađa je od četvero djece u obitelji majke Talijanke i oca Kanađanina portorikanskih korijena. Kasnije se obitelj preselila u Northampton u saveznoj državi Massachusetts gdje je Talisa zajedno s braćom odrasla te se obrazovala.

## Karijera

### Manekenska karijera
Soto u dobi od 15 godina potpisuje za Click Model Management te započinje njena manekenska karijera tijekom ljetnih praznika. Nekoliko tjedana nakon što je potpisala ugovor, Talisa je otputovala u Pariz gdje ju je za Vogue fotografirao Bruce Weber. Nakon toga se vraća u Northampton gdje nastavlja sa školovanjem te se nakon mature vraća manekenstvu. Kasnije se pojavila na naslovnicama za američki i britanski Vogue te britanska izdanja magazina Elle, Mademoiselle, Glamour i Self.
1990. magazin People je uvrstio Talisu Soto među 50 najljepših ljudi svijeta dok ju je 2002. Maxim postavio na 58. mjesto na ljestvici 100 najljepših žena.
Također, pojavila se i u Madonninom video spotu za pjesmu "Each Time You Break My Heart" koji je režirao Tony Viramontes.

### Glumačka karijera
1988. Talisa Soto se vraća u SAD gdje nakon audicije dobiva ulogu Indije u komediji Spike of Bensonhurst te tako debitira na filmu. Godinu dana potom tumači Lupe Lamoru, Bondovu djevojku u filmu Dozvola za ubojstvo.
Od značajnijih filmova tu su i kino hit Mortal Kombat u kojem je glumila princezu Kitanu te nastavku Mortal Kombat: Istrebljenje. Tu je i Ballistic: Ecks vs. Sever iz 2002. gdje je glumila zajedno s Antoniom Banderasom i Lucy Liu dok je u filmu Don Juan DeMarco tumačila Doñu Juliju.
Pojavila se i u video spotu "I Need to Know" Marca Anthonyja dok je u filmu Vampirella tumačila glavnu ulogu temeljenu na stripu.

## Privatni život
Talisa Soto je tijekom 1980-ih bila u vezi s pjevačem Nickom Kamenom. 1997. se udala za Costasa Mandylora od kojeg se rastala 2000.
Kasnije je upoznala glumca Benjamina Bratta s kojim je glumila u filmu Piñero a za kojeg se udala 13. travnja 2002. Par ima dvoje djece: kćer Sophiju Rosalindu Bratt (rođena 6. prosinca 2002.) te sina Matea Braveryja Bratta (rođen 3. listopada 2005.)

## Filmografija
| Filmografija | Filmografija                | Filmografija             | Filmografija               | Filmografija                                       |
| Godina       | Film                        | Hrv. prijevod            | Uloga                      | Bilješke                                           |
| ------------ | --------------------------- | ------------------------ | -------------------------- | -------------------------------------------------- |
| 1988         | Spike of Bensonhurst        | ???                      | India                      |                                                    |
| 1989         | Licence to Kill             | Dozvola za ubojstvo      | Lupe Lamora                |                                                    |
| 1990         | Silhouette                  | Silueta                  | Marianna Herrera           | TV film                                            |
| 1992         | The Mambo Kings             | ???                      | Maria Rivera               |                                                    |
| 1992         | Hostage                     | Taoc                     | Joanna                     |                                                    |
| 1993 - 1994  | Harts of the West           | ???                      | Cassie                     | TV serija Glumica je nastupila u 15 epizoda.       |
| 1994         | Don Juan DeMarco            | Don Juan DeMarco         | Doña Julia                 |                                                    |
| 1995         | Mortal Kombat               | Mortal Kombat            | princeza Kitana            |                                                    |
| 1996         | Spy Hard                    | Goli pištolj             | zavodnica u hotelskoj sobi | Desiree More                                       |
| 1996         | Sunchaser                   | ???                      | Navajo žena                |                                                    |
| 1996         | Vampirella                  | Vampirella               | Vampirella                 | Direktno video izdanje                             |
| 1997         | Flypaper                    | ???                      | Amanda                     |                                                    |
| 1997         | The Corporate Ladder        | ???                      | Susan Taylor               |                                                    |
| 1997         | Mortal Kombat: Annihilation | Mortal Kombat: Uništenje | princeza Kitana            | Alternativni naziv filma je Mortal Kombat 2.       |
| 1998         | C-16: FBI                   | ???                      | Rosemary Vargas            | TV serija Glumica je nastupila u dvije epizode.    |
| 2000         | That Summer in LA           | To ljeto u LA-u          | Marisabel                  |                                                    |
| 2000         | Flight of Fancy             | ???                      | Mercedes Marquez           | Alternativni nazivi filma su Facing Fear i Flight. |
| 2000         | Island of the Dead          | Otok smrti               | Melissa O'Keefe            | TV film                                            |
| 2001         | Piñero                      | ???                      | Sugar                      |                                                    |
| 2002         | Ballistic: Ecks vs. Sever   | ???                      | Vinn/Rayne                 |                                                    |
| 2009         | La Mission                  | ???                      | Ana                        |                                                    |